# Битва за Лаубан
Битва за Лаубан — сражение за город Лаубан (ныне Любань, Польша), часть Нижне-Силезской наступательной операции 1-го Украинского фронта, происходившая в конце февраля — начале марта 1945 года. Во время боёв Красной армии удалось занять примерно половину Лаубана, но немецкие войска начали наступательную операцию «Серна» (нем. Gemse) (с целью снять осаду Бреслау) и заперли советские части в городе. Операция по деблокаде советских войск прошла успешно, и части Красной армии были выведены из окружения, а город оставался немецким вплоть до капитуляции Германии 8 мая 1945 года.

## Ход сражения
12 января 1945 года Красная армия начала наступление,[где?] стартовав с линии реки Висла. Наступление смело линии обороны противника, и советские войска (освободив всю территорию предвоенной Польши) вторглись на территорию Третьего Рейха, в частности, войска 1-го Украинского фронта вступили на территорию Нижней Силезии. 13 февраля началась осада Бреслау, важнейшего индустриального города Нижней Силезии. Город не удалось взять сходу, его осада длилась до 6 мая, тогда как основные силы (прежде всего танковые армии Рыбалко и Лелюшенко) продолжили наступление в глубь Германии.
Силезия играла важнейшую роль в экономике Третьего Рейха. Она почти не пострадала во время войны, а на её территории находились мощные оборонные предприятия, питаемые Верхнесилезским угольным бассейном, а также медью, свинцом и цинком с силезских месторождений. Силезию называли «вторым Руром», а также «кочегаркой и кузницей» Германии.
К 17 февраля части 3-й гвардейской танковой армии вышли к Лаубану, перерезав крайне важную для обороны всего Рейха транссилезскую горную железную дорогу. Завязались уличные бои в городе, в которых обороняющиеся эффективно использовали против танков панцерфаусты. В боях участвовали подразделения фольксштурма, гитлерюгенда и «власовцы».

### Операция «Серна»
В конце февраля Гитлер решил осуществить прорыв к крепости Бреслау путем развертывания крупного наступления из района Лаубана. Данная операция, как я услышал позднее, должна была послужить своего рода прелюдией запланированного командованием «весеннего наступления».
Если «операция Лаубан», как мы называли эту акцию между собой, ещё имела какие-то шансы на успех, то снятие осады с Бреслау являлось самой настоящей утопией, ну а «весеннее наступление» — просто чистым безумием.
— Ханс фон Люк
2-5 марта 39-й танковый корпус генерала Карла Декера начал окружать советскую группировку с северо-запада, а с юго-востока её окружал 57-й танковый корпус генерала Кирхнера. На западе держала оборону немецкая 6-я народно-гренадерская дивизия. Большая часть соединений танковой армии Рыбалко оказывалась в котле. Для спасения окружённой советской группировки из личного резерва Рыбалко был отправлен 57-й отдельный гвардейский танковый полк прорыва, и почти вся оставшаяся группировка была спасена, в плен попало 176 человек и были захвачены немцами 48 САУ.
С 6 по 12 марта части советской 52-й армии и остатки 3-й танковой армии успешно отбивали атаки противника, который пытался прорваться к Бреслау. 13-14 марта соединения 3-й гвардейской танковой армии были выведены во второй эшелон фронта в район южнее Бунцлау, для отдыха, пополнения личным составом и техникой.

## Итоги
В результате боёв около 60 % города было разрушено. В 1946 году оставшееся немецкое население было выселено, а город (получив название Любань) вошёл в состав Польши.

## Факты
- 6 марта в боях за Лаубан погиб Дважды Герой Советского Союза Александр Алексеевич Головачёв.
- 8 марта 1945 года в Лаубан прибыл Йозеф Гёббельс и на городской площади города поздравил 16-летнего участника обороны Вильгельма Хюбнера (нем. Wilhelm Hübner) с вручением ему Железного креста 2-го класса[7].
- Визит Гёббельса вошёл в очередной выпуск военного киножурнала «Die Deutsche Wochenschau» Nr.754 от 16 марта 1945. Также в этом выпуске были показаны кадры генерала Власова и вооружённых сил Русской освободительной армии и Комитета освобождения народов России сражающихся на стороне Германии, и следы военных преступлений, которые оставила после себя Красная армия в районе Лаубана.[7] 16-летний Вилли Хюбнер был откомандирован в Берлин для личной встречи с фюрером, которая состоялась 20 марта 1945, репортаж о встрече Адольфа Гитлера с отличившимися в боях подростками гитлерюгенда и интервью Хюбнера вошли в последний выпуск «Die Deutsche Wochenschau» Nr.755 от 22 марта 1945.[8]

## В культуре
- Взятие Красной армией города Лаубан в весьма вольной интерпретации (без каких-либо боевых действий), не имеющей ничего общего с исторической правдой, показано в советском приключенческом фильме «Действуй по обстановке!» — однако, наряду с вымыслом, там отчасти отражены и некоторые подлинные факты. В частности, там показывают подземные каменные штольни, построенные военнопленными.